# Helene thành Troia (phim 1956)
Helene thành Troia (tiếng Anh: Helen of Troy) là một phim sử thi do Robert Wise đạo diễn, xuất phẩm ngày 26 tháng 01 năm 1956 tại Bắc Mỹ.

## Lịch sử
Truyện phim phỏng theo hai thiên sử thi Iliás và Odýsseia của tác gia Hómēros.

## Nội dung
Trong cái thế luôn luôn bị đe dọa, vua Priam đành cử vương nhi Paris sang Hi Lạp điều đình hòng kéo dài nền hòa bình cho thành quốc Troia, bất chấp khuyên can của vương nữ Kassandra. Nhưng thuyền Paris bị bão đánh tan, riêng chàng dạt vào xứ sở vua Menelaos.
Paris được một nữ tì cứu và chóng phải lòng nàng dù không biết thân phận nàng thực ra là vương hậu Helene. Thế rồi đương lúc người Hi Lạp bàn cách gây hấn hòng chiếm đoạt sự thịnh vượng của Troia, Paris nhảy vào kêu xin. Việc này không thành do đa số vua Hi Lạp đều rất hiếu thắng và ngạo mạn, họ không chịu thua tỉ thí võ trước một nhân vật "khố rách" như Paris.
Không lâu sau, Paris quyến rũ Helene rồi rước lên thuyền, định bụng tới một hòn đảo xa xăm nào đó sống trong biển tình. Vua Menelaos phát hiện mất vợ, bèn bàn với vua em Agamemnon xách động toàn cõi Hi Lạp xâm lăng Troia.
Paris và Helene quyết định về Troia đối diện dư luận. Quả nhiên, cả hai bị đám đông sỉ vả không tiếc lời. Cũng vào lúc đó, quân Hi Lạp cập bờ, buộc các anh em của Paris phải gác hiềm khích lại để chiến đấu giữ thành.
Chiến sự cứ đằng đẵng mười năm, trong lúc toàn quân Hi Lạp đã kiệt nhuệ khí, chỉ một trận thua là sẵn sàng vứt khí giới bỏ về, thì Odysseus ra đòn cuối cùng: Sai binh sĩ đóng một con ngựa gỗ khổng lồ giả làm tặng vật của nữ thần Athena, rồi cố ý để người Troia rước vào thành ăn mừng thắng lợi.
Trong lúc thị dân và binh sĩ Troia đã chìm trong men rượu và cơn ngái ngủ, quân Hi Lạp từ trong ngựa gỗ xông ra giết lính canh, mở cổng cho đại quân tràn vào. Tiếp đấy là những cuộc chém giết, cướp bóc và hiếp dâm thỏa thuê.
Phần Paris bị Menelaos hạ nhục và sai bộ hạ giết. Trước khi chết, Paris chỉ kịp để lại lời yêu thương cho Helene. Sau khi thành bị triệt, Helene phải lên thuyền về Hi Lạp, trong tim nàng vẫn khắc sâu hình bóng Paris và hòn đảo ái tình thuở xưa.

## Kĩ thuật
Phim được thực hiện tại Cinecittà, Roma và Toscana năm 1955.

### Sản xuất
- Tuyển lựa: Robert Lennard
- Giám chế: Edward Carrere
- Dựng cảnh: Elso Valentini
- Phục trang: Roger K. Furse, Joan Joseff
- Hóa trang: Bill Phillips, A.G. Scott
- Nhạc trưởng: Murray Cutter

### Diễn xuất
- Rossana Podestà... Helene
- Jacques Sernas... Paris
- Sir Cedric Hardwicke... Priam
- Stanley Baker... Akhileus
- Niall MacGinnis... Menelaos
- Robert Douglas... Agamemnon
- Nora Swinburne... Hekuba
- Torin Thatcher... Odysseus
- Harry Andrews... Hektor
- Ronald Lewis... Aineias
- Brigitte Bardot... Andraste
- Marc Lawrence... Diomedes
- Maxwell Reed... Ajax
- Robert Brown... Polydoros
- Barbara Cavan... Kora
- Patricia Marmont... Andromakhe
- Guido Notari... Nestor
- Tonio Selwart... Alephous
- George Zoritch... Ca nhân
- Esmond Knight... Đại tế tư
- Terence Longdon... Patroklos
- Janette Scott... Kassandra
- Eduardo Ciannelli... Andros

## Hậu trường
- Dell Four Color #684 (March 1956).[3][4] Full-color photo-cover • 34 pages, 33 in full-color • Drawn by John Buscema • Copyright 1956 by Warner Bros., Inc. (Remarkably faithful to the look of the film. However - unlike both the film and the legend - it has a happy ending for Paris and Helen. He survives, and they remain together.)[5]